# Company of Strangers (Bad Company)
Company of Strangers è l'undicesimo album in studio del gruppo hard rock britannico Bad Company, pubblicato nel 1995.

## Tracce
1. Company of Strangers (Robert Hart/Simon Kirke) – 5.14
2. Clearwater Highway (Hart/Dave Colwell/Mick Lister) – 3.25
3. Judas My Brother (Hart) – 4.45
4. Little Martha (Colwell/Lister/Kim Carnes/Terry Finley) – 2.57
5. Gimme Gimme (Mick Ralphs) – 3.32
6. Where I Belong (Colwell/Lister) – 4.02
7. Down Down Down (Ralphs) – 3.19
8. Abandoned and Alone (Colwell/Lister) – 5.37
9. Down and Dirty (Ralphs/Colwell) – 4.51
10. Pretty Woman (Hart/Ralphs/Kirke/Colwell/Rick Wills) – 3.32
11. You're the Only Reason (Ralphs) – 3.45
12. Dance With the Devil (Kirke) – 3.04
13. Loving You Out Loud (Kirke) – 2.49

## Formazione
Gruppo
- Robert Hart - voce
- Mick Ralphs - chitarra
- Dave Colwell - chitarra
- Rick Wills - basso
- Simon Kirke - batteria

Altri musicisti
- Jeff Bova - tastiere
- Steve Smith - tastiere
- Jody Linscott - percussioni
- Paul Carnes - mandolino